# Sauris melanoceros
Sauris melanoceros är en fjärilsart som beskrevs av Edward Meyrick 1889. Sauris melanoceros ingår i släktet Sauris och familjen mätare. Inga underarter finns listade.